# Ricky Wolff
Richard William Wolff (Sudáfrica, 8 de julio de 1945 - Krugersdorp, 1 de octubre de 2023) fue un cantante sudafricano, vocalista de The Flower Pot Men y White Plains. 

## Biografía
Ricky Wolff formó su primera banda, The Dyno-Mites, a principios de los años 60 en Pretoria junto a compañeros de la escuela. Comenzaron tocando en fiestas y concursos de talentos. El grupo participó y ganó un concurso de talentos de radio donde interpretaron una versión de "Twist and Shout". En septiembre de 1964, tras algunos cambios en la formación, la banda cambió de nombre a Ricky and the Martinets. Populares a nivel local, realizaron giras por la región, aparecieron en revistas para adolescentes y ganaron tres veces el Springbok Battle of the Beats. A mediados de 1965, Owen Wolf, de quince años, dejó la banda y fue reemplazado por Les Markowitz.
Ricky and the Martinets cambió su nombre a Kalimba a mediados de 1965, ya que incorporaron a su música influencias africanas. La banda viajó a Londres en septiembre de 1965 y permaneció allí durante seis meses, actuando y asistiendo a audiciones. En la primavera de 1966, sin contrato ni permiso, Les, Martin y Alec regresaron a Sudáfrica, sin Ricky, que se quedó en la capital británica.
A principios de 1968, formó una banda junto a Martin Sack, Tex Marsh y Colin Wood con la que estuvo de gira por Alemania durante varias semanas. Colin pronto dejó la formación y regresó al Reino Unido donde tocó con Monty Sunshine y más tarde trabajó como músico de sesión con David Bowie y Uriah Heep, entre otros. A principios de la primavera de 1968, Ricky Wolff realizó una gira por el Reino Unido como parte de la banda de acompañamiento del cantante de soul estadounidense JJ Jackson, junto con dos de sus antiguos compañeros de banda: Martin Sack y Tex Marsh. El productor Alan Moorhouse utilizó la banda para grabar, bajo el nombre de Melody Fair, un sencillo escrito por él mismo, el compositor Gordon Rees y el ex vocalista de The Syn, Steve Nardelli. 
A finales de 1968 se unió como saxofinista y flautista a The Flower Pot Men, una banda que comenzó como un proyecto de estudio creado por John Carter y Ken Lewis (exmiembro de The Ivy League). Su éxito más conocido, "Let's Go To San Francisco", alcanzó el puesto número 4 en las listas de éxitos del Reino Unido en agosto de 1967. A principios de 1969, uno de los cuatro vocalistas principales, Neil Landon, dejó la formación para unirse a la banda Fat Mattress, que había formado en el verano de 1968 con el bajista de Jimi Hendrix Experience, Noel Redding. Neil fue reemplazado rápidamente por Ricky. Para entonces, la banda estaba bajo el equipo de producción de Roger Cook y Roger Greenaway y se lanzó un último sencillo el 28 de marzo de 1969, "In A Moment Of Madness" antes de cambiar de nombre a White Plains. La banda continuó de gira y a finales de octubre entraron al estudio para grabar lo que se convertiría en el mayor éxito de White Plains, "I've Got You on My Mind". A principios de 1971, Rick Wolff dejó White Plains para emprender un proyecto en solitario, en el que participaron otros miembros de la banda. Las grabaciones se archivaron y nunca se publicó un álbum. En algún momento, el proyecto de Rick se combinó con el de otro miembro de White Plains, Robin Shaw, y recibió el nombre de Crucible. Se grabaron un total de dieciséis temas, pero solo cuatro se llegaron a publicar. 
En 1974 tocó la flauta china en el éxito del cantanutor británico Bryn Haworth, "All I Need Is A Home". Ese mismo año regresó a Sudáfrica, donde se unió a Free Ride, una banda de rock formada en 1973 en Ciudad del Cabo. La banda tocó en el circuito de clubes hasta su separación en 1979.
En 1979 fundó City Limits. Lanzaron un LP homónimo en 1980 y tuvieron dos éxitos en el top 20 de Springbok Radio en Sudáfrica: "Shouldn't Fall In Love" (que alcanzó el puesto número 8 el 14 de noviembre de 1980) y "When You Gonna Love Me" (que alcanzó el puesto número 20 el 29 de mayo de 1981). Después de que City Limits se disolviera a principios de 1982, Rick se convirtió en productor musical, ingeniero y compositor a tiempo completo. En los años 80, Rick colaboró frecuentemente con el artista Pat Shange. Otros artistas sudafricanos que Rick ha producido incluyen: Dennis & The Whizz Kids, The Rockets, MarcAlex, Freeway, Margino y Umanji.
En 2013, Rick Wolff lanzó una canción que escribió y grabó en honor a Nelson Mandela, "Goodbye Nelson Mandela".
Falleció el 1 de octubre de 2023 a causa de septicemia.